# Giardino Botanico Tropicale dell'Istituto Agronomico per l'Oltremare
El Jardín Botánico Tropical del Instituto Agronómico para el Ultramar (en italiano: Giardino Botanico Tropicale dell'Istituto Agronomico per l'Oltremare) es un jardín botánico especializado en plantas tropicales que se encuentra en Florencia, Italia.
El código de identificación internacional del Giardino Botanico Tropicale dell'Istituto Agronomico per l'Oltremare como miembro del "Botanic Gardens Conservation Internacional" (BGCI), así como las siglas de su herbario es IAO.

## Localización
Giardino Tropicale, Instituto Agronomico per L'Oltremare, Via Antonio Cocchi 4, 50131, Firenze-Florencia, Provincia di Firenze, Toscana, Italia.
Planos y vistas satelitales.43°46′7.32″N 11°15′24.8394″E / 43.7687000, 11.256899833
Está abierto al público las mañanas de los jueves previa cita.

## Historia
El jardín fue fundado en 1904 por especialistas en agricultura tropical como una parte del "Istituto Agricolo Coloniale Italiano" con la perspectiva de mejorar las prácticas agrícolas en Eritrea, Somalia, Etiopía, y Libia.
Al paso de los años el instituto ha evolucionado hasta convertirse en el Istituto Agronomico per l'Oltremare (IAO), una rama del Ministerio de Asuntos Exteriores de Italia, y actualmente es un cuerpo técnico-científico para prestar asistencia tanto en estudios, entrenamiento, consultoría, y técnicas de agricultura y protección medioambiental.

## Colecciones
El jardín cultiva actualmente unas 300 especies de plantas tropicales de interés económico, principalmente procedentes de África y las Américas.
Las plantas se encuentran agrupadas de acuerdo a su uso, con la mayoría de ellas cultivadas en invernaderos pero varias docenas de especies se cultivan al air libre.
La colección incluye fuentes de alimentos (banana, cacao, coco, dátiles, mango, papaya, ananás, vanilla, y otras), madera (caoba, etc.), textiles (tales como algodón), ornamentales, tintes y perfumes.
Entre las especies son de destacar Cycas revoluta, Ravenala madagascariensis, Euphorbia tirucalli, Metasequoia glyptostroboides.
El Instituto también mantiene un museo de agricultura y una colección entomológica.

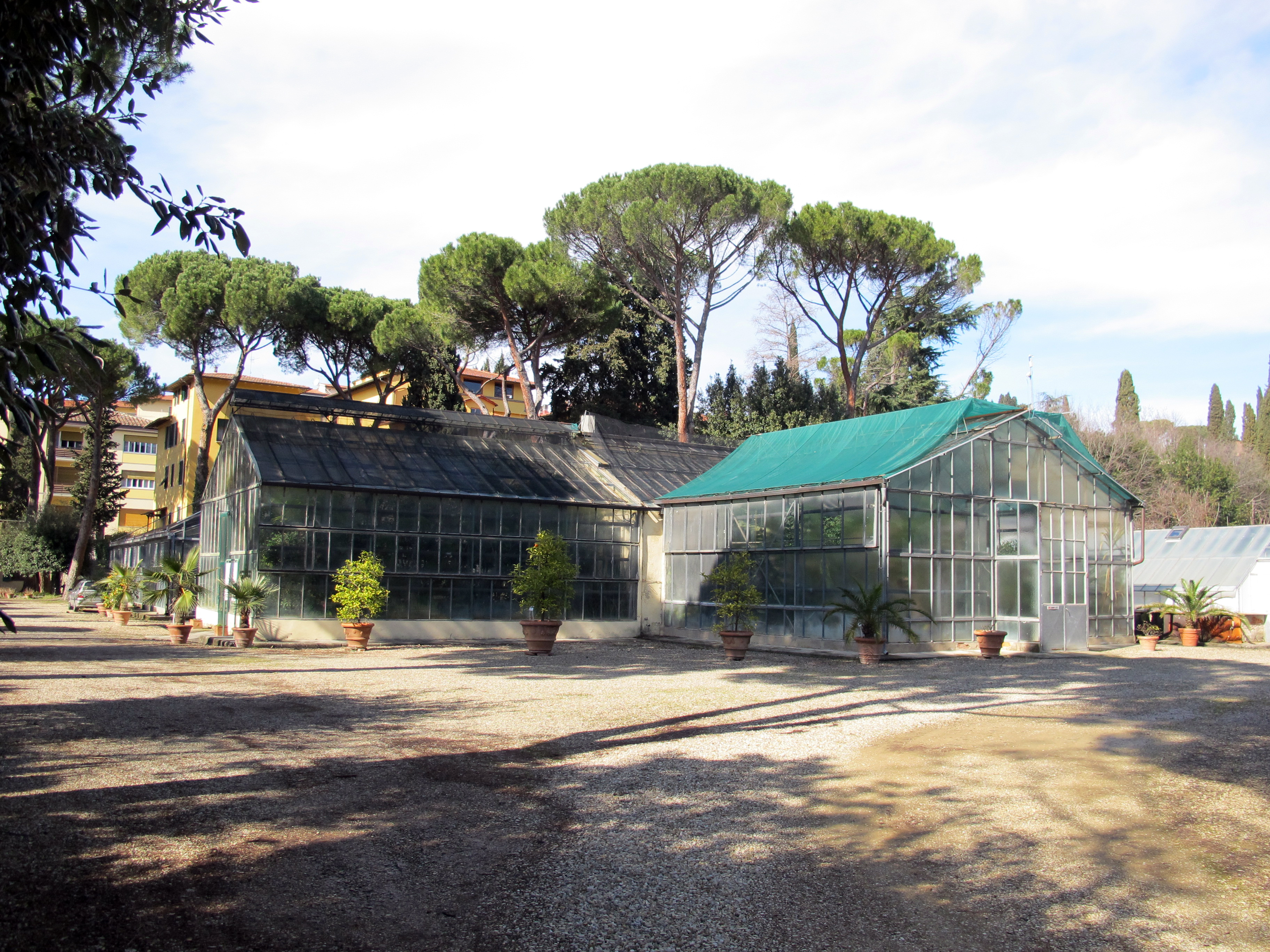
Unos de los invernaderos.
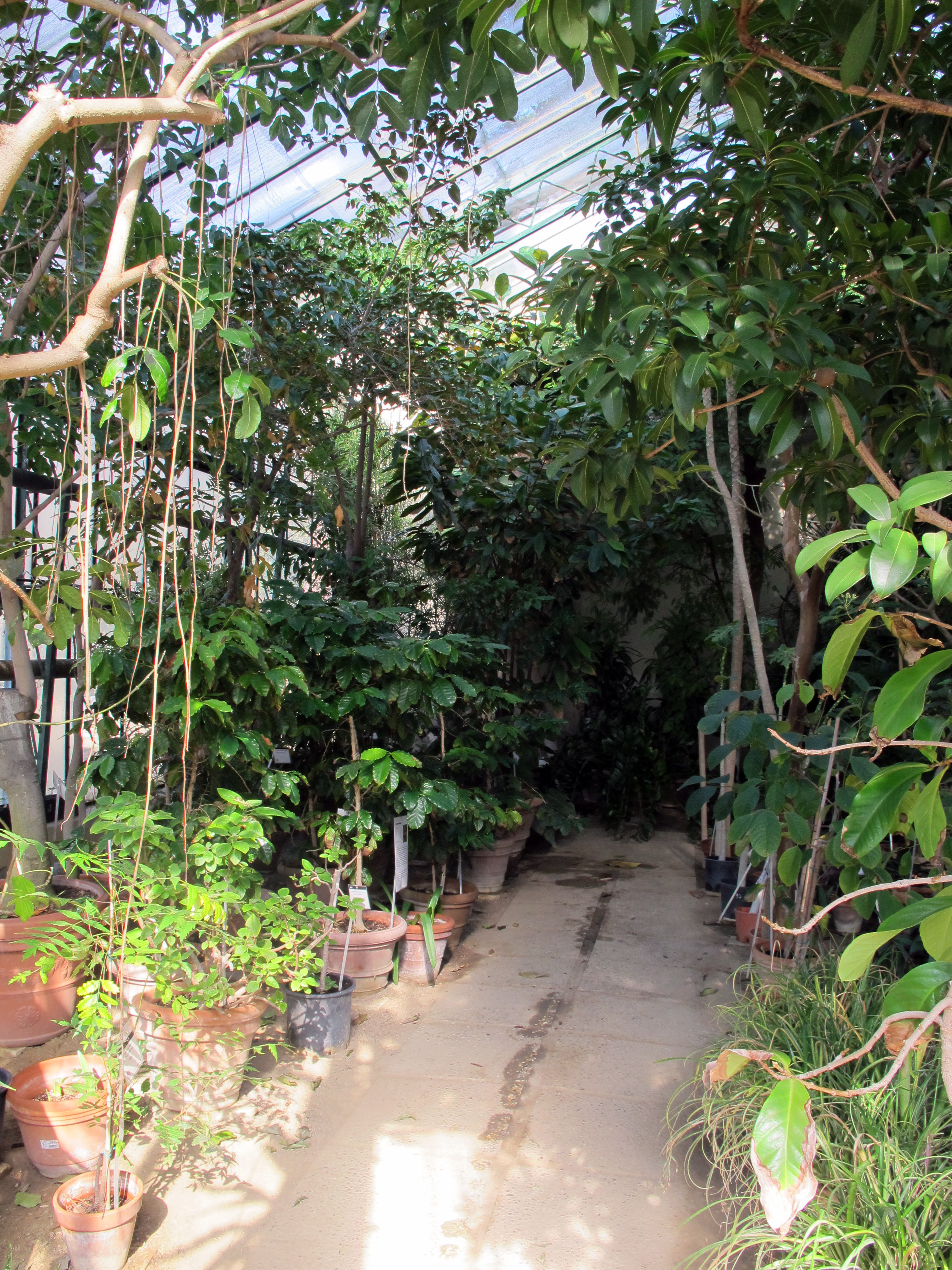
Dentro un invernadero.
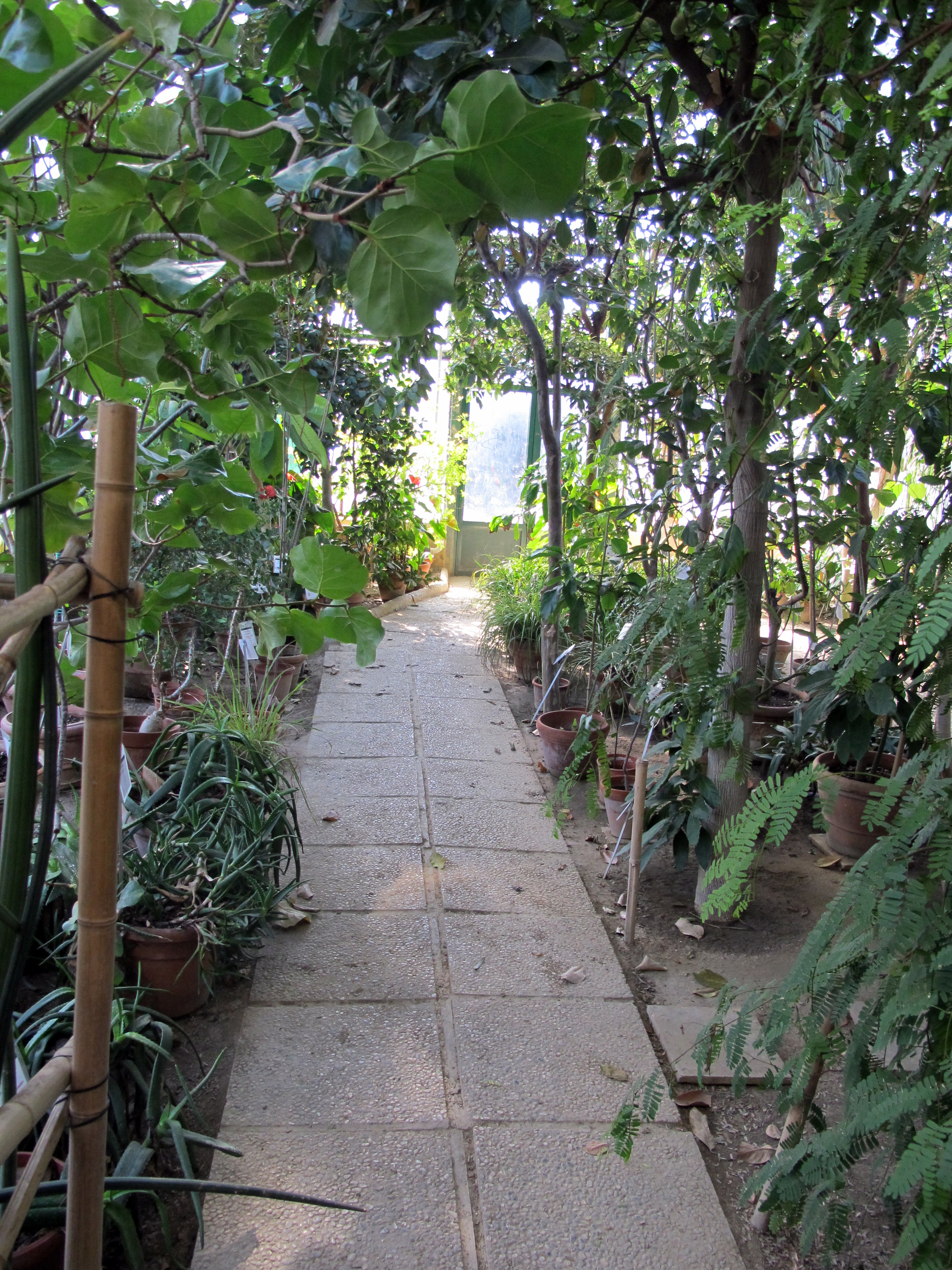
Cultivos de un invernadero
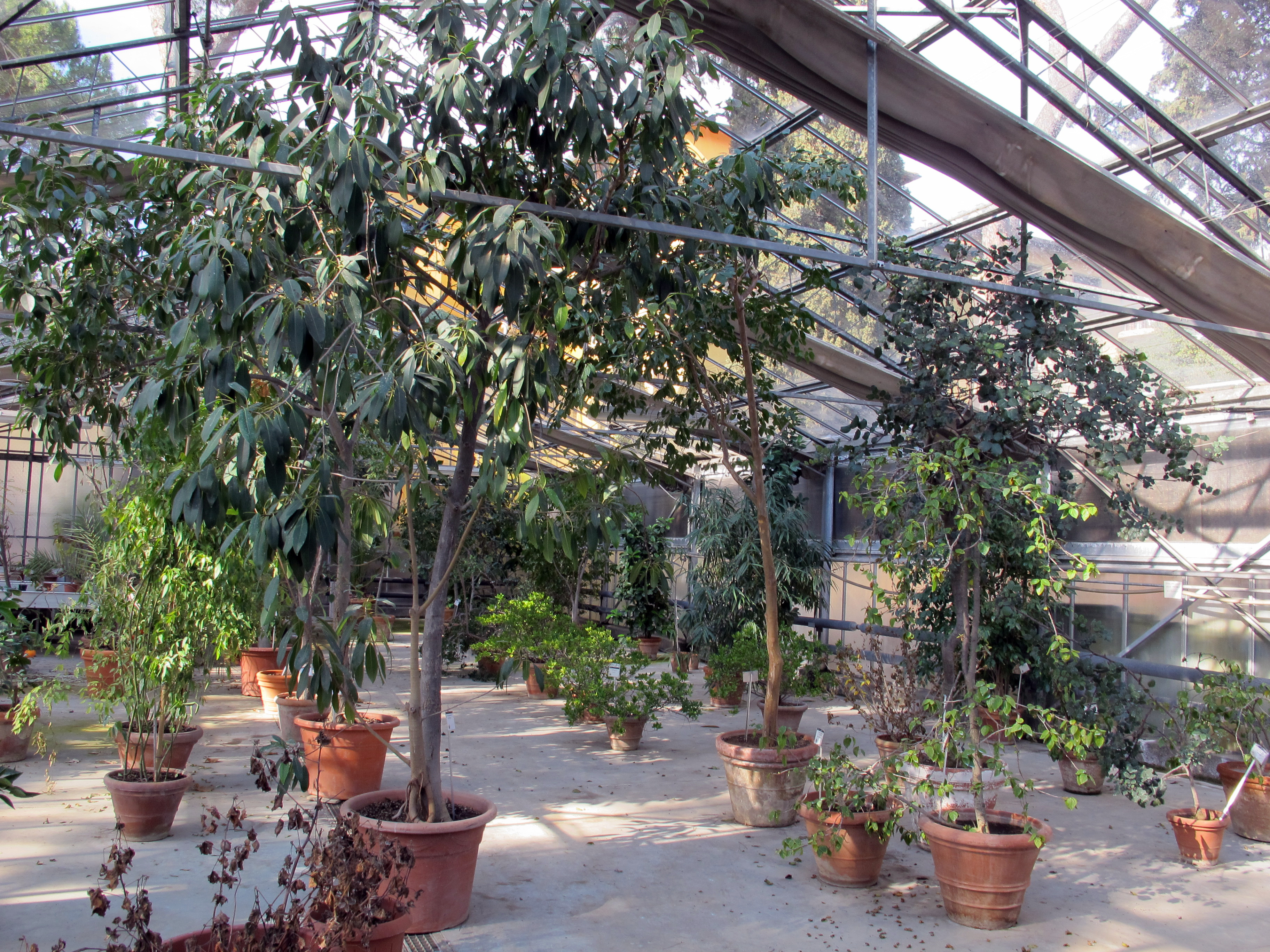
Plantas tropicales.